# 女の日時計
『女の日時計』（おんなのひどけい）は、田辺聖子による日本の小説。1969年1月から12月にかけて『婦人生活』で連載、1970年に読売新聞社より出版された。また、1971年3月5日から3月26日まで関西テレビ制作・フジテレビ系列の「おんなの劇場」にて、1975年6月30日から9月26日まで毎日放送制作・TBS系列の「妻そして女シリーズ」にて、1981年9月14日から10月9日までNHK総合テレビの「銀河テレビ小説」にてそれぞれテレビドラマ化された。

## あらすじ
西宮の造り酒屋に嫁いだ沙美子は優しい夫とともに暮らしながらも窮屈なものを感じていた。そんなときに、義妹の見合い相手の相沢に一目惚れされてしまう。夫がある身でありながら相沢に惹かれていく沙美子。ついには駆け落ちの約束までするが、あと一歩のところで家族との現在の生活を選ぶ。義妹の恵子はそれにうすうす気づきながらも、相沢への思いを捨てない。

## 出演者

### 1971年版（おんなの劇場）
- 佐久間良子
- 江原真二郎
- 志村喬
- 市川春代

### 1975年版（妻そして女シリーズ）
- 秋山ユリ
- 勝呂誉
- 入川保則

### 1981年版（銀河テレビ小説）
関根は初の関西弁の役で、鶴瓶は初のテレビドラマ出演である。
出演者
- 沙美子 - 関根恵子
- 相沢 - 清水健太郎
- 敬一 - 山本亘
- 珠子 - 末広真季子
- 恵子 - 萬田久子
- 史郎 - 笑福亭鶴瓶[2]
- 千秋実

スタッフ
- 脚本 - 椋露地桂子
- 音楽 - 宮本光雄
- スキャット - パールシンガース
- タイトル画 - 末広真季子